# Pseudoporrhomma
Pseudoporrhomma maritimum es una especie de araña araneomorfa de la familia Linyphiidae. Es el único miembro del género monotípico Pseudoporrhomma.

## Distribución
Se encuentra en Primorie en Rusia.